# Chipping Sodbury
Chipping Sodbury este un oraș în comitatul Gloucestershire, regiunea South West, Anglia. Orașul se află în districtul South Gloucestershire.